# José Luis Merino
José Luis Merino Boves (* 10. Juni 1927 in Madrid; † 2. Juli 2019) war ein spanischer Filmregisseur und Drehbuchautor.

## Leben
Merino war bereits in den 1950er Jahren als Regieassistent aktiv. Für den Film Aquellos tiempos del cuplé, bei dem er gemeinsam mit Mateo Cano Regie führte, wurde der Jimeno Revelation Award verliehen. In den 1960er Jahren drehte er dann Italowestern und Abenteuerfilme. Gelegentlich war Merino seit 1979 bis zuletzt 2004, überwiegend in Kleinstrollen, als Schauspieler zu sehen, so auch 1998 in El abuelo.
Manchmal verwendete er auch als Pseudonym Joseph Marvin.

## Filmografie (Auswahl)

### Regisseur und Drehbuchautor
- 1958: Aquellos tiempos del cuplé
- 1964: Alféreces provisionales
- 1966: Laß die Finger von der Puppe (Per un pugno di canzoni)
- 1967: Der Mann, der aus dem Norden kam (Frontera al sur)
- 1967: El vagabundo y la estrella
- 1968: Colpo sensazionale al servizio del Sifar
- 1968: Requiem für Django (Réquiem para el gringo)
- 1969: Las 5 advertencias de Satanas
- 1969: Höllenkommando (Comando al infierno)
- 1969: Monte Cassino (La battaglia dell'ultimo panzer)
- 1969: La última aventura del Zorro
- 1970: Entführt Rommel! (Consigna: matar al comandante en jefe)
- 1970: Das Geheimnis von Schloß Monte Christo (Ivanna)
- 1970: La muerte busca un hombre
- 1970: Robin Hood, l’invincibile arciere
- 1971: El Zorro, caballero de la justicia
- 1971: El Zorro de Monterrey
- 1972: Totenkopf auf weißen Segeln (La rebelion de los bucaneros)
- 1973: Tarzán en las minas del rey Salomón
- 1973: Totenchor der Knochenmänner (La orgía de los muertos)
- 1974: Juegos de sociedad
- 1976: Sábado, chica, motel ¡qué lío aquel!
- 1977: Marcada por los hombres
- 1979: 7 cabalgan hacía la muerte
- 1983: La avispita Ruinasa
- 1983: Victim… ein Opfer nimmt Rache (USA, violación y venganza)
- 1984: Gritos de ansiedad
- 1990: Superagentes en Mallorca

### Drehbuchautor
- 1968: Django spricht kein Vaterunser (Quel caldo maledetto giorno di fuoco)